# Fête champêtre

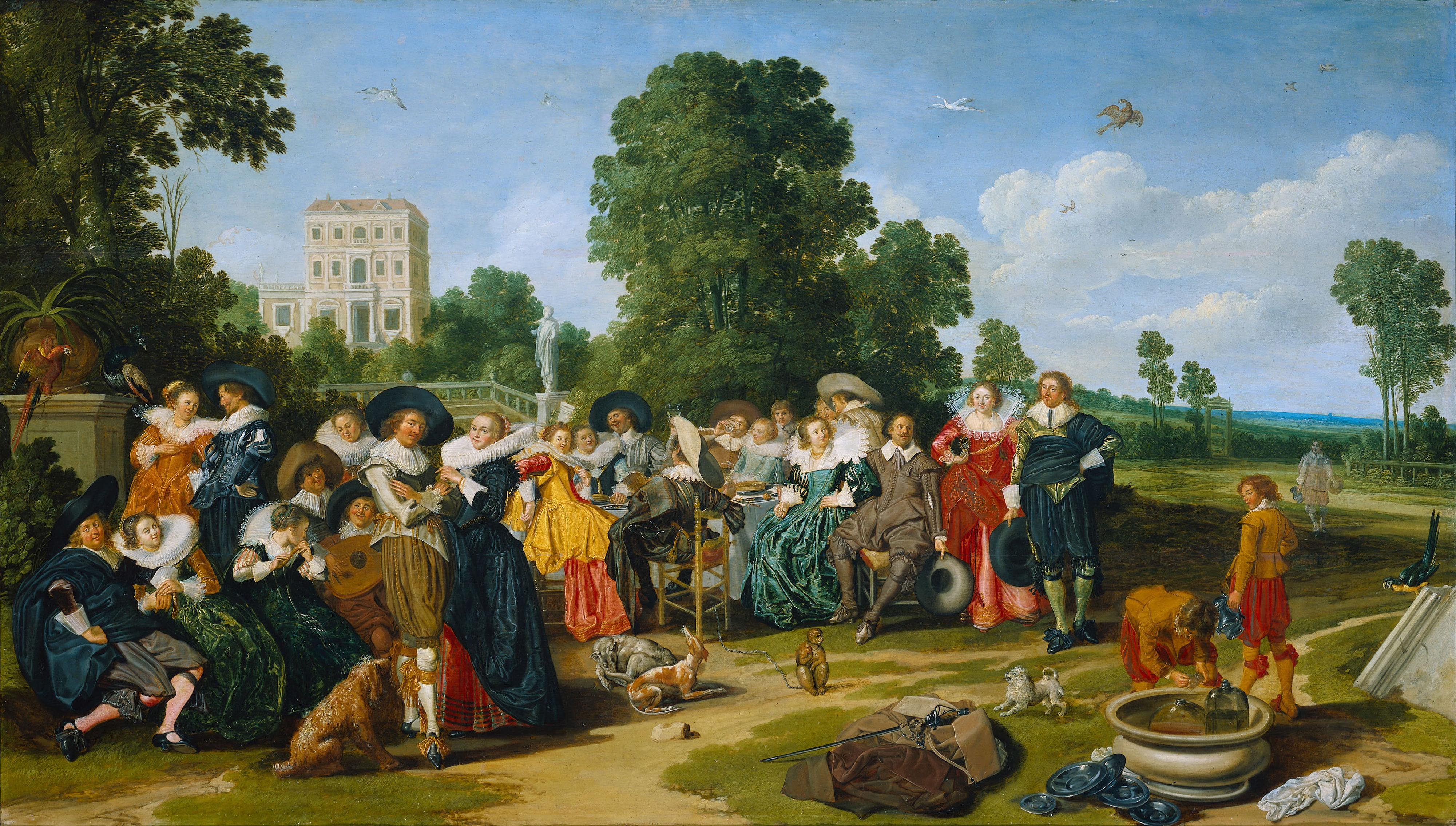
De buitenpartij van Dirck Hals, 1627, Rijksmuseum Amsterdam

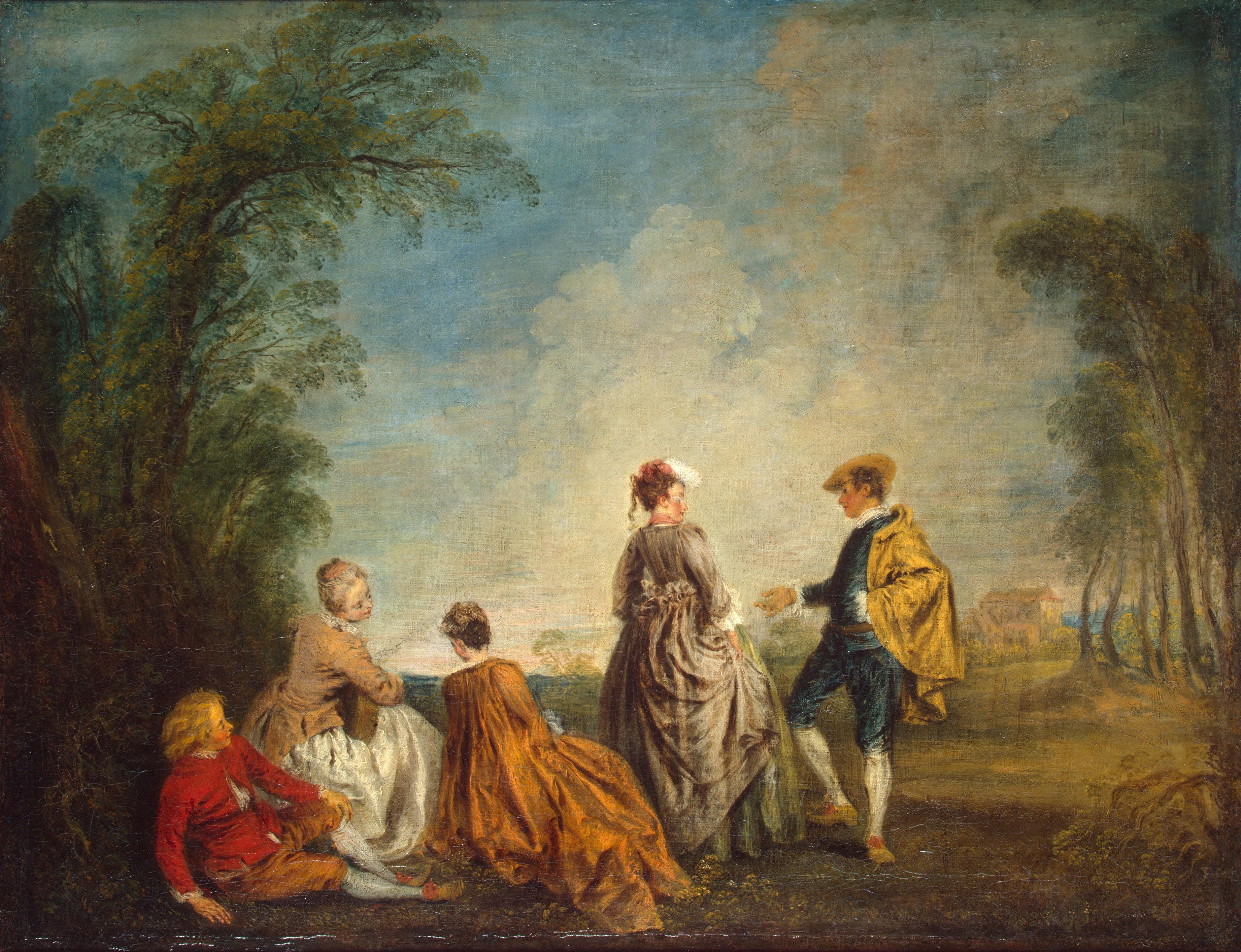
La proposition embarrassante, Antoine Watteau, ca. 1715, Hermitage

Fête champêtre is een Franse term die is weer te geven als 'pastoraal feest' of ook wel als tuinfeest of, meer algemeen gesteld, een 'buitenpartij'. Het gaat hierbij om een sociaal gebeuren waarbij de bezoekers van het feest zich op ongedwongen wijze met elkaar onderhouden. Hoewel dit soort activiteiten van alle tijden zijn, deed het onder deze specifieke benaming opgang in het 18e-eeuwse Frankrijk en was daar vooral een feestelijke bijeenkomst van aristocraten en welgestelden in stadstuinen of parken of aan het hof bij Versailles.
Hoewel de term in feite duidt op een in alle eenvoud gevierd plattelandsfeest, konden deze bijeenkomsten, met name die aan het hof, zich afspelen in een nagemaakte en enigszins gekunstelde landelijke omgeving, met folly's en paviljoens, en soms zelfs met verdekt opgestelde muziekensembles. Ook verkleedpartijen waren hierbij niet ongewoon.
Soms wordt de uitdrukking 'fête champêtre' gelijkgesteld aan het fête galante, een verfijnd feest gepaard gaande met hofmakerij en (dus) erotische ondertonen. In deze zin deed de term ook ingang in de schilderkunst. Met name Antoine Watteau hield zich met dit genre bezig, in schilderingen van idyllische en zorgeloze momenten van liefde, geluk en amoureuze ontmoetingen. Ook zijn leerlingen hielden zich met het onderwerp bezig. Met het aflopen van de rococo-periode aan het eind van de 18e eeuw nam de populariteit van deze variant van het genrestuk af.